# Izom

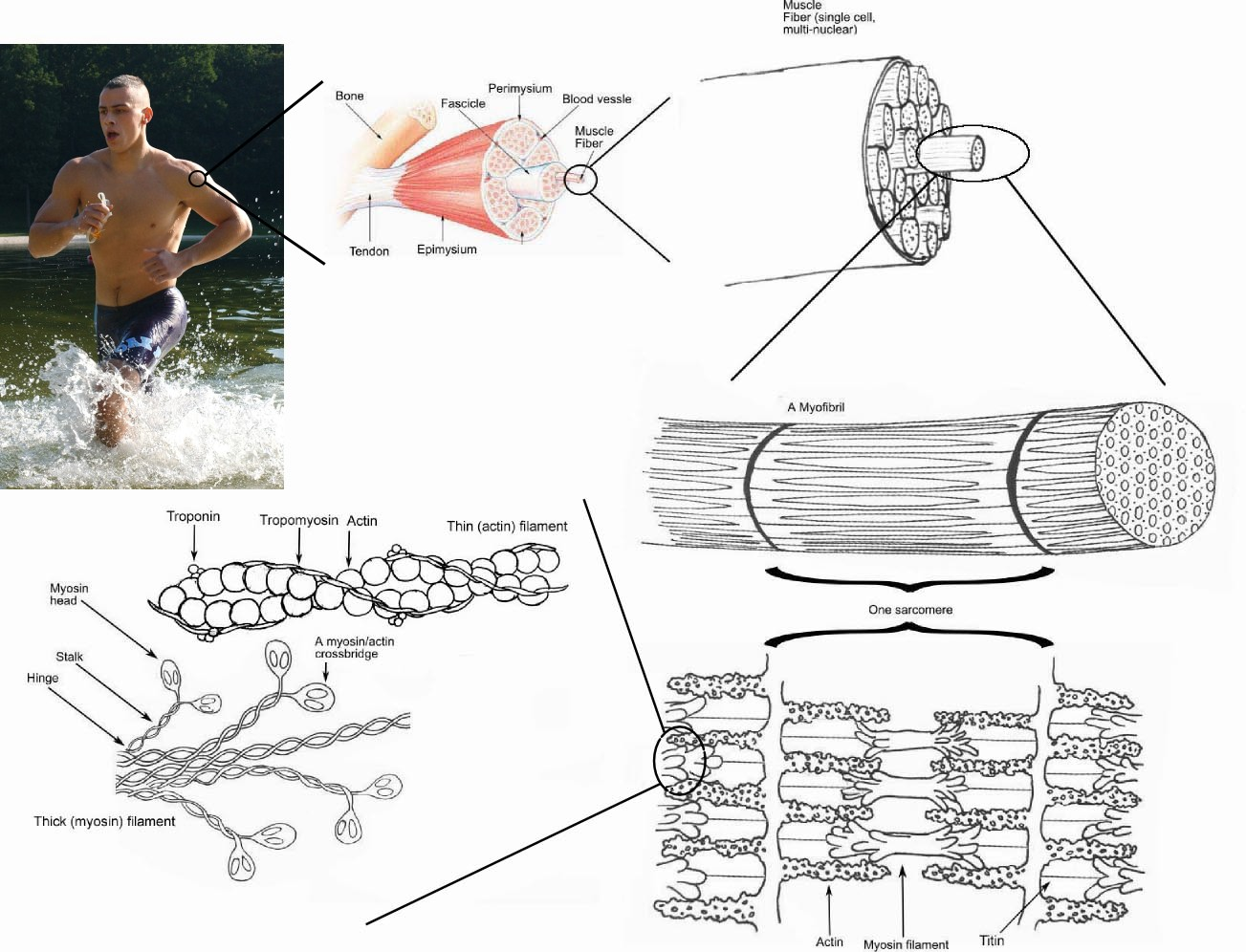
A vázizom fokozódó nagyítású vázlatos képeken ábrázolva

Az izmok (lat. musculus, ang. muscle, gör. μύς = müsz) összehúzódásra specializálódott szövetből felépülő állati szervek. Összehúzódásuk során kémiai energiát (ATP, glikogén, glükóz) mechanikai energiává alakítanak át, ezzel biztosítják a test, a belső zsigeri szervek aktív mozgásait, valamint a szív munkáján és az erek átmérőjének szabályozásán keresztül a vérkeringést és a szervezet vérellátását/véreloszlását. Működésük során hőt termelnek, így jelentős szerepük van a hőszabályzásban.

## Fejlődésük, típusaik

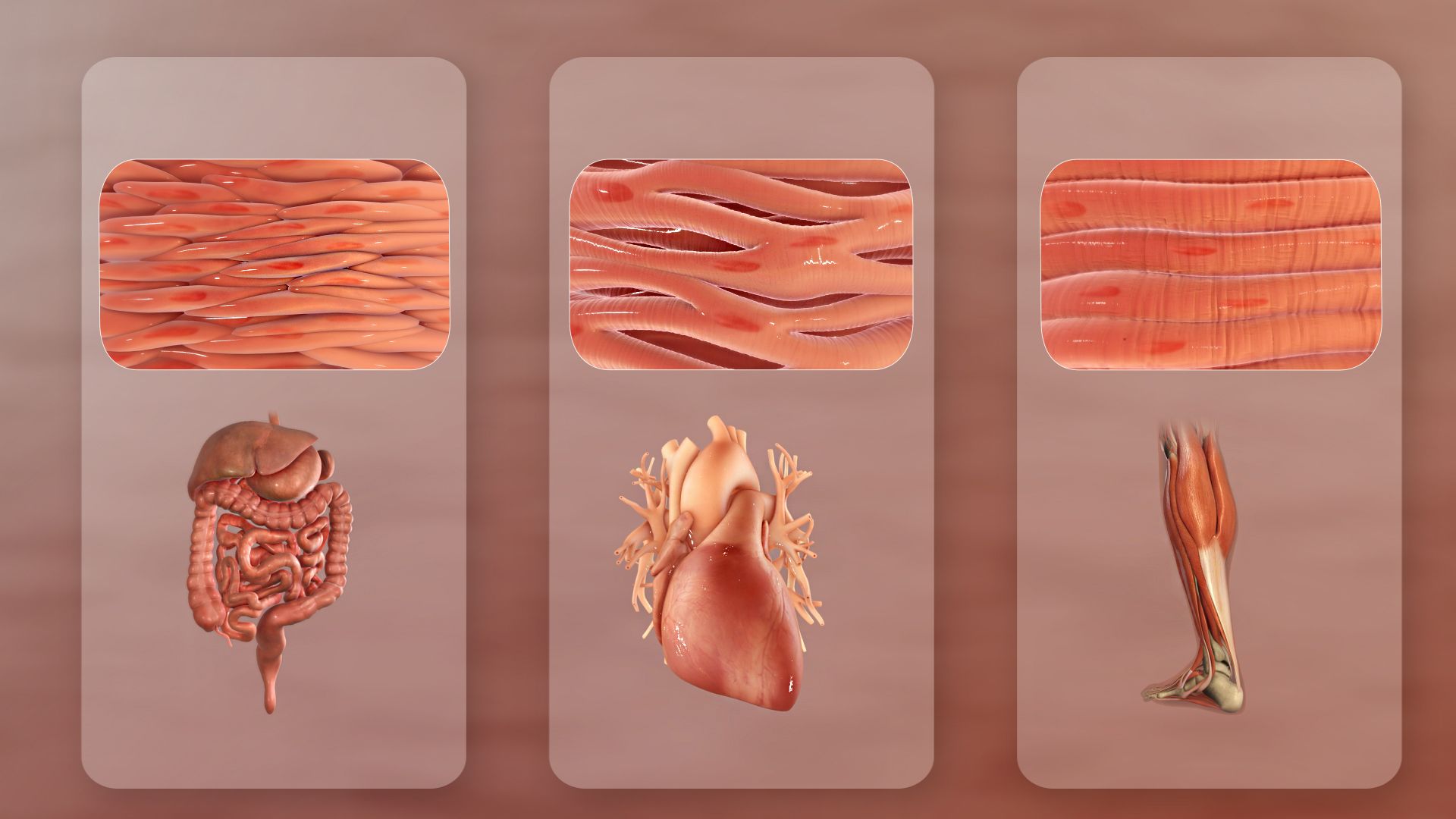
Az izomszövet három típusa

Fejlődéstanilag többségükben a középső csíralemez (mezoderma) származékai. Az izomsejtek összehúzódásra és elernyedésre képes rostokat tartalmaznak, melyek elmozdulnak egymás mellett, és így megváltoztatják a sejt méretét és alakját. Az izmok feladata az erőkifejtés és a mozgás kiváltása. Az izmok vagy a szervezet helyzetváltoztató mozgásáért, vagy a belső szervek mozgásáért felelnek. Az izomszövet három típusát ismerjük: simaizomszövet, harántcsíkolt izomszövet és szívizomszövet. Emberben a szív és a simaizmok összehúzódásai akaratlagosan nem irányíthatók (autonóm beidegzésűek); ezek az izmok az alapvető életfunkciókat működtetik. Jó példa erre a szív összehúzódása, valamint a perisztaltika, mely az emésztőrendszeren keresztül mozgatja a táplálékot. A harántcsíkolt izomszövetből felépülő vázizmok akaratlagos összehúzódásai a test mozgásait okozzák, és jól irányíthatóak. Harántcsíkolt izmok felelősek például a légzésért, a beszédért, a nyelésért, a széklet- és vizeletürítésért is. Megjegyzendő, hogy az izomsejteken kívül is szinte valamennyi sejt képes az aktív mozgásra.

## Vázizom/harántcsíkolt izom
A vázizmok összehúzódó képességgel felruházott, vörhenyes, elernyedt állapotban lágy képződmények, melyeknek összessége a gerinces állatok testének legtömegesebb részét teszi ki, az embernél körülbelül 45%-ot (20 kilót), azt, amit a közéletben húsnak neveznek. Alak szerint lehetnek orsó alakú, lapos, körkörös izmok. A vázizmok, mint aktív mozgató szervek a csontokra hatnak, azokat egymáshoz közelítik vagy távolítják; azonkívül előfordulnak az érzékszervekben, (külső szemizmok) zsigerekben (garat- és gégeizmok), testüregek falát alkothatják (bordaközi izmok, hasizmok, medencefenék izmai), ill. egymástól elhatárolhatnak (rekeszizom) Élő állapotban lágyak, hajlékonyak és jelentékenyen nyújthatók, pirosak, ami részint a vértartalomtól, részint saját izomfestéktől (mioglobin) függ; vízbenállás által a festék kimosódik és az izom halvány lesz; főzve előbb zsugorodnak, azután lágyak és szakadékonyak lesznek. 
Az izmok legnevezetesebb sajátsága az összehúzódó képesség, mely bizonyos ingerekre áll be; ez rendszerint a központi idegrendszerből indul ki, és a mozgató véglemezen keresztül tevődik át az izomra. Összehúzódással reagál az izom hő, erőművi és elektromos behatásokra is. Élő izmok, ha nem is működnek, állandó aktív feszülésben vannak, amit izomtónusnak neveznek. Elhalás után az izmokon sajátszerű keményedés és rövidülés áll be, amit hullamerevségnek neveznek; az embernél legkorábban 10 perccel, legkésőbb 7 órával lép fel a halál után; a rothadás bekövetkezésekor megszűnik. A nagy víztartalom miatt az izmok hamar rothadnak, felszínükön penészgombából álló ragadós lepel keletkezik; vízelvonás (beszárítás, füstölés) által a rothadás megakadályozható, így hat a nagy hideg is. A vértartalom mintegy 72–78%, a szilárd alkotó részek 28-22%-ot tesznek ki; az utóbbiak között vannak az izomrostocskák (filamentumok) (myosin és aktin), kevés zsír, nitrogéntartalmú anyag (kreatin), glikogén és különféle savak (tejsav, hangyasav stb.); ásványi alkotórészek között legtöbb az alkáli- és foszforsavas só, konyhasó; gázok közül oxigén és szénsav.
Az izmok – működésük akaratlagos befolyásolhatóságát tekintve – kétfélék: az akaratlagosan szabályozhatók és attól függetlenek, az előbbieket animális, az utóbbiakat vegetatív izmoknak nevezik. Szerkezetüket illetőleg az utóbbiak ún. sima izomsejtekből, amazok harántcsíkolt rostokból állnak. De a harántcsíkolt animális izmok között vannak olyanok is, melyeknek működésére az akarat befolyással nincsen, pl. a szívizom, másrészt vannak harántcsíkolt izmok, melyek akaratlagos befolyás nélkül is, alsóbb idegrendszeri központok vezérletével működnek, de akaratlagosan is befolyásolhatóak pl. a légzőizmok, emellett a megtanult és begyakorolt mozgások is lényegében automatikussá válnak (járás, kerékpározás, írás, tánc, torna- és artistamutatványok). Sok gerinctelennél minden izomrost harántcsíkolt, pl. a rovaroknál; ellenkezőleg a férgeknél és puhányoknál minden izom sima sejtekből áll.
Az izmok szervek, amelyek fő tömegét az izomsejtek alkotják, de szerves részük a kötőszövetes izompólya (fascia), amely sövények (septum) formájában beterjedhet az izom állományába, kisebb egységekre tagolva azt, emellett az izomhoz tartoznak az ellátó mozgató és érző idegek, valamint az ellátó erek. Az izmok alakja sokféle. A karcsúbb izmok hasonlítanak a lenyúzott egérhez (innen származik a latin nevük: musculus); ennek középrészét hasnak (venter), a több hasú izmok részben elkülönült részeit fejnek (caput) nevezik. Ha mindkét végük csonthoz vagy porchoz tapad, konvencionálisan megkülönböztetnek eredést (origo), és tapadást (insertio). Ha az ín rézsut megy át a hosszúkás izomba, vagy a közepébe egy darabon bemélyed, létrejön az ún. féltollas vagy tollas izom (m. semipennatus, pennatus). A széles izmok alakja többnyire szabálytalan négy- vagy háromoldalú, amelyek csipkékkel erednek, azokat fűrészizmoknak (m. serrati) nevezik. A testnyílások körül gyűrű alakú izmok vannak, rostjaik önmagukba záródva, kisebb részben a környező lágyrészekben végződnek. Ha több izom feje közös hasba egyesül, előállnak a két- vagy többfejű izmok (m. biceps, triceps, quadriceps); ha az izom lefutásában valahol ín van, az kéthasúvá lesz (m. biventer, seu digastricus); a párhuzamosan a középvonal két oldalán futó egyenes hasizmokon több inas megszakítás van, amelyek zegzugos alakúak, de alapvetően haránt irányúak, és létrehozzák az inas beiratokat (inscriptiones tendineae). A bőrizmok némely emlős állatnál nagy terjedelemben fordulnak elő, az embernél csak a nyakon (platysma) és tenyéren (m. palmaris brevis) maradt belőlük valamennyi vissza. Az ízületi izmok az ízületek tokszalagjához tapadó kis izmok vagy kötegek, melyek az ízületi tok megfeszítésével megakadályozzák az ízületi tok becsípődését az ízület mozgásaikor. Sajátosak a mimikai izmok, amelyek tapadása (esetenként eredése is) az arc bőrének kötőszövetében van.
Ízületek felett elvonuló izmok működésekor az ízület állása megváltozik, hajlításba, feszítésbe, közelítésbe, távolításba vagy forgatásba jön. Rendszerint az izom mozdulatlan végét eredésnek, a mozgathatót tapadásnak nevezik. Az izmok működésekor a csontok emelőkké lesznek, az erőnyilvánulás az izomban van, a csont képviseli a súlyt, a támaszpontot az ízület forgástengelye. Az emelők többnyire egykarúak, azaz a támaszpont (ízület) az emelőnek a végén van; ritkábbak a kétkarú emelők, melyeknél a támaszpont az erő és súly között van. Az egykarú emelők többnyire olyanok, hogy az erő közel van a támaszponthoz, ami erőveszteséggel jár ugyan, de gyors mozgásokat hoz létre már csekély összehúzódáskor. Minél több az izomrost valamely izomban, annál nagyobb erőt képes kifejteni, azaz ereje egyenes arányos a harántmetszetével. A rövidülés nagysága függ az izom hasának hosszúságától, körülbelül a felére képes összehúzódni; minél hosszabb az izom, annál nagyobb az általa kivitelezett mozgás terjedelme. Működésük szerint az izmokat csoportokra osztjuk be, ún. hajlítókra és feszítőkre (flexores, extensores), közelítőkre és távolítókra (ad- és abductores), forgatókra (rotatores) stb. A főbb testi tájékok szerint vannak fej-, nyak-, mell-, has-, hát- és végtagizmok.

### A harántcsíkolt izom fő jellemzőinek rövid áttekintése

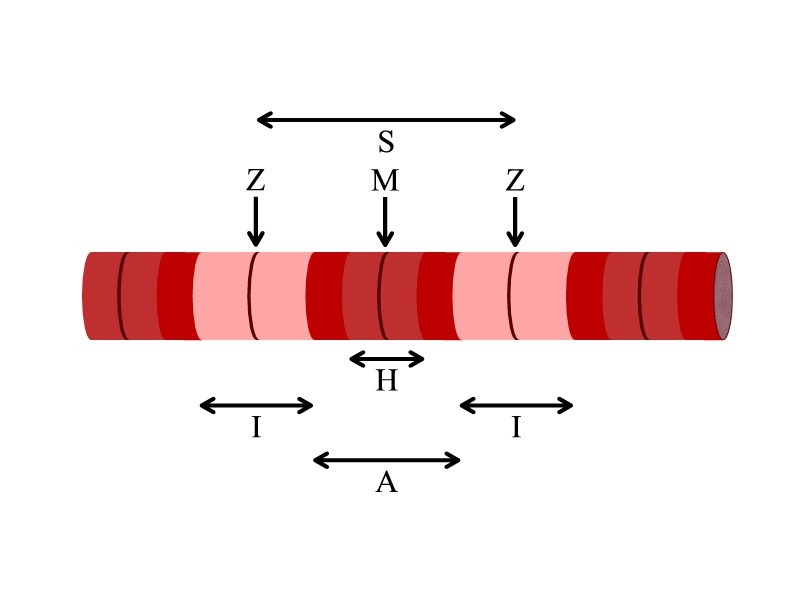
A miofibrillum kontraktilis egységének (sarcomera) szerkezetét mutató sémás ábra.
S = Sarcomera, a harántcikolt izom összehúzódási (kontraktilis) egysége
A = A-csík, a miozin (és aktin "átfedési zóna", az összehúzódás mértékével változik) filamentumok szakasza
I = I-csík, az aktin filamentumok szakasza
H = H-zóna, kizárólag miozin filamentumokat tartalmazó szakasz
Z = Z-lemez, a sarcomera határlemeze
M = M-sáv, a sarcomera középső sávja

A harántcsíkolt izmok működése akaratlagosan is irányítható, noha több esetben a reflexes működésé a főszerep (pl. nyelés, légzés). Gerincesekben harántcsíkolt izmok felelősek az alábbi feladatokért:
- ízületek mozgatása, s így magának a testnek a hely- és helyzetváltoztatása
- más szervek mozgatása (pl. nyelv, szemgolyó, szemhéj, bőr, fülkagyló)
- táplálkozás (pl. rágás, szopás, falatképzés, nyelés)
- légzés (ebben emlősöknél a rekeszizom szerepe elsődleges: az izom összehúzása belégzést eredményez)
- vizelet- és székletürítés (a gát záróizmainak és a hasizmok közreműködésével)

Szövettanilag a harántcsíkolt izomsejtek (vagy izomrostok) többmagvú óriássejtek, amelyekben a miofilamentumok összerendeződve miofibrillumokat képeznek, amelyeknek összehúzódási egységei a sarcomerek, ezek a szomszédos miofibrillumokon azonos magasságban helyezkednek el, ebből adódik a harántcsíkolat. (A harántcsíkolt izmokon belül is megkülönböztethetők gyors (fehér) és lassú (vörös) rostok. Az izmok állhatnak vagy egyik, vagy másik rost-típusból, ill. azok változó arányú keverékéből.) Minden izomroston mozgatóidegek végződnek – az ezekből jövő ingerület tevődik át az izomrostokra, s váltja ki az összehúzódást. Az ingerület a sejthártya (sarcolemma) elektromos aktivitásával (depolarizáció) jár, amely sajátos – membránnal határolt csőrendszeren (sarcoplasmaticus reticulum) – beterjed az izomsejt belsejébe is, és a Ca2+ ionok felszabadulását okozza a belső membránnal határolt üregrendszer másik, hosszanti elrendeződésű komponenséből. A Ca2+ ionok koncentrációjának megemelkedése a fibrillumokat körülvevő sejten belüli folyadékban az izomösszehúzódás közvetlen oka.

## Szívizom

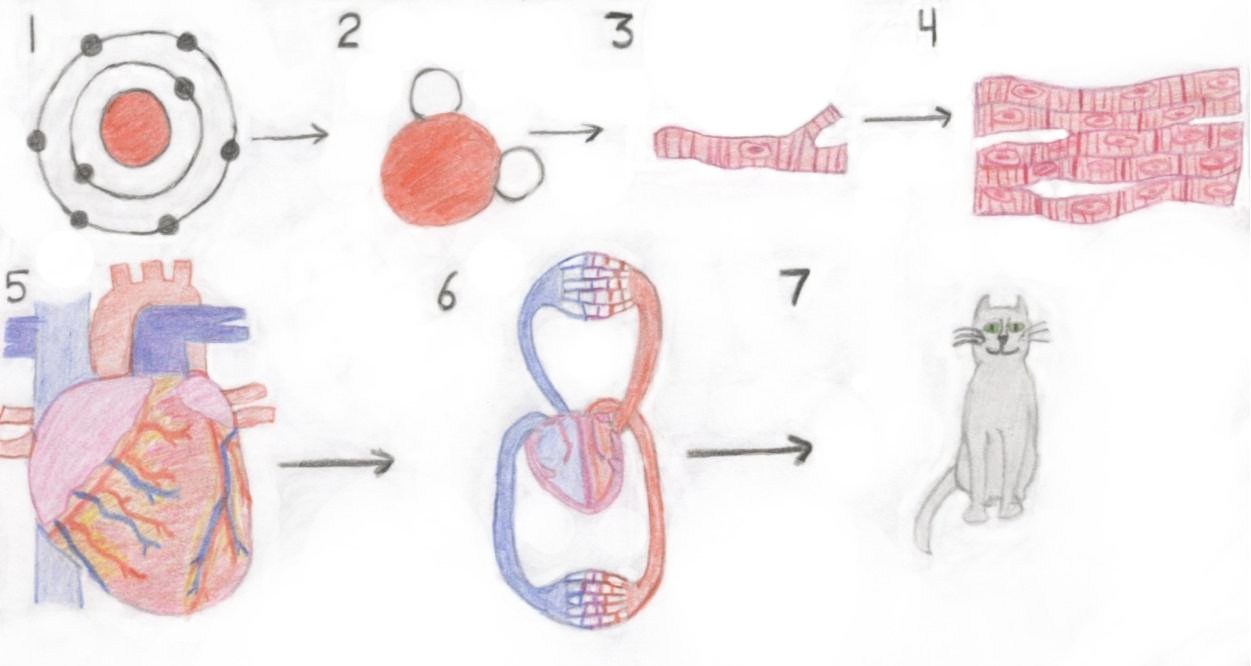
A keringési rendszer szerveződési szintjei (ez az elv más szervrendszerekre is érvényes): 1 atom; 2 molekula; 3 sejt; 4 szövet; 5 szerv; 6 szervrendszer; 7 szervezet (A szívizom a 3 és 4 jelzésű)

A szívizom mind működését, mind szerkezetét tekintve egyértelműen elkülönül a másik két izomtípustól. Csak a szívben fordul elő, annak ritmikus összehúzódásaival folyamatosan áramoltatja a vért az érrendszerben.
Térben elágazódó, egymagvú sejtekből áll, amelyeket a sejtmembrán sajátos kapcsolószerkezetei (Eberth-féle vonalak; discus intercalaris) kötnek mechanikusan és elektromosan össze. A szívet az autonóm idegrendszer két része ellentétesen befolyásolja, de alapvetően önálló működésű szerv: az összehúzódást eredményező ingerek speciális szívizomsejtekben a szív saját ingerképző és ingervezető rendszere keletkeznek, és az ingerület is a szívizomsejtekben vezetődik tovább. Nagy erőkifejtésre képes, és nem fáradékony. Vérellátása bőséges.

## Simaizom

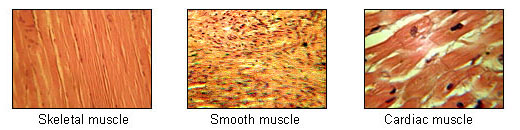
Az izomszövet típusai (eltérő nagyítások): harántcsíkolt izom, simaizom, szívizom

A belső zsigeri szervek falában, és az erek falának rétegeiben, spirális és hosszanti elrendeződésű rétegeket alkotnak. Egymagvú, orsó alakú sejtek alkotják, amelyek egymással mechanikus és elektromos kapcsolatban állnak. Összehúzódásra képes elemei (miofilamentumok) nem mutatnak a harántcsíkolt izoméhoz hasonló rendezettséget. Sejtjeinek nagysága igen változó, a legnagyobbak a terhes méhben, a legkisebbek a kapillárisok előtti arteriolákban találhatók. Összehúzódásuk lassú, hullámszerűen terjedő. Beidegzésüket az autonóm idegrendszer biztosítja, amelynek két része működésükre ellentétes hatású, de ez a hatás szervrendszerenként ellentétes jellegű lehet.

## Izomtömeg és az izomerő csökkenése
Ahogy öregszik az ember, egyre jobban csökken a vázizomzat tömege és ereje. Ezt a jelenséget orvosi nyelven szarkopéniának nevezzük. A szarkopénia további romlását rendszeres testmozgással és megfelelő étrenddel lehet lassítani.